# ネンドー島

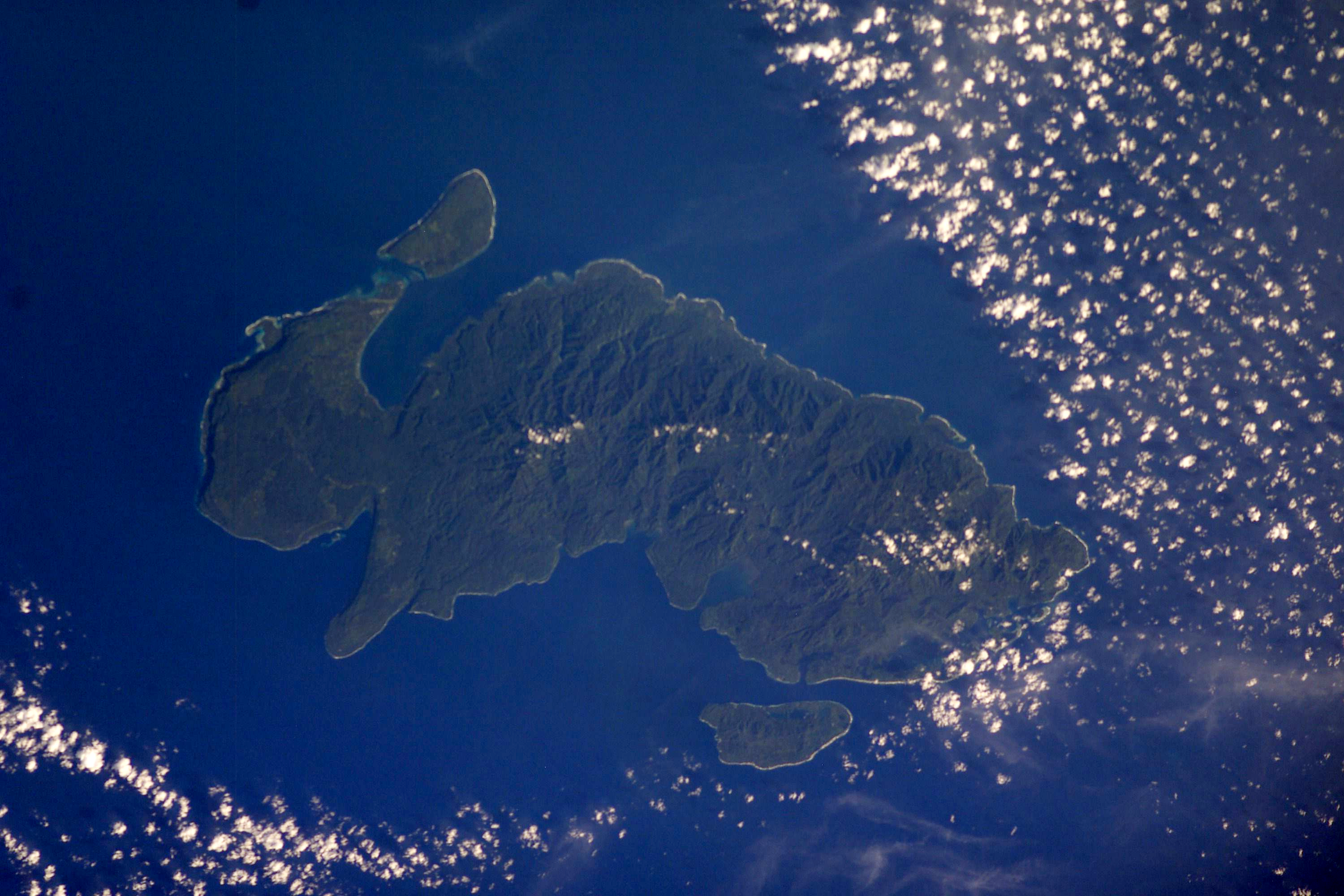
NASA による写真

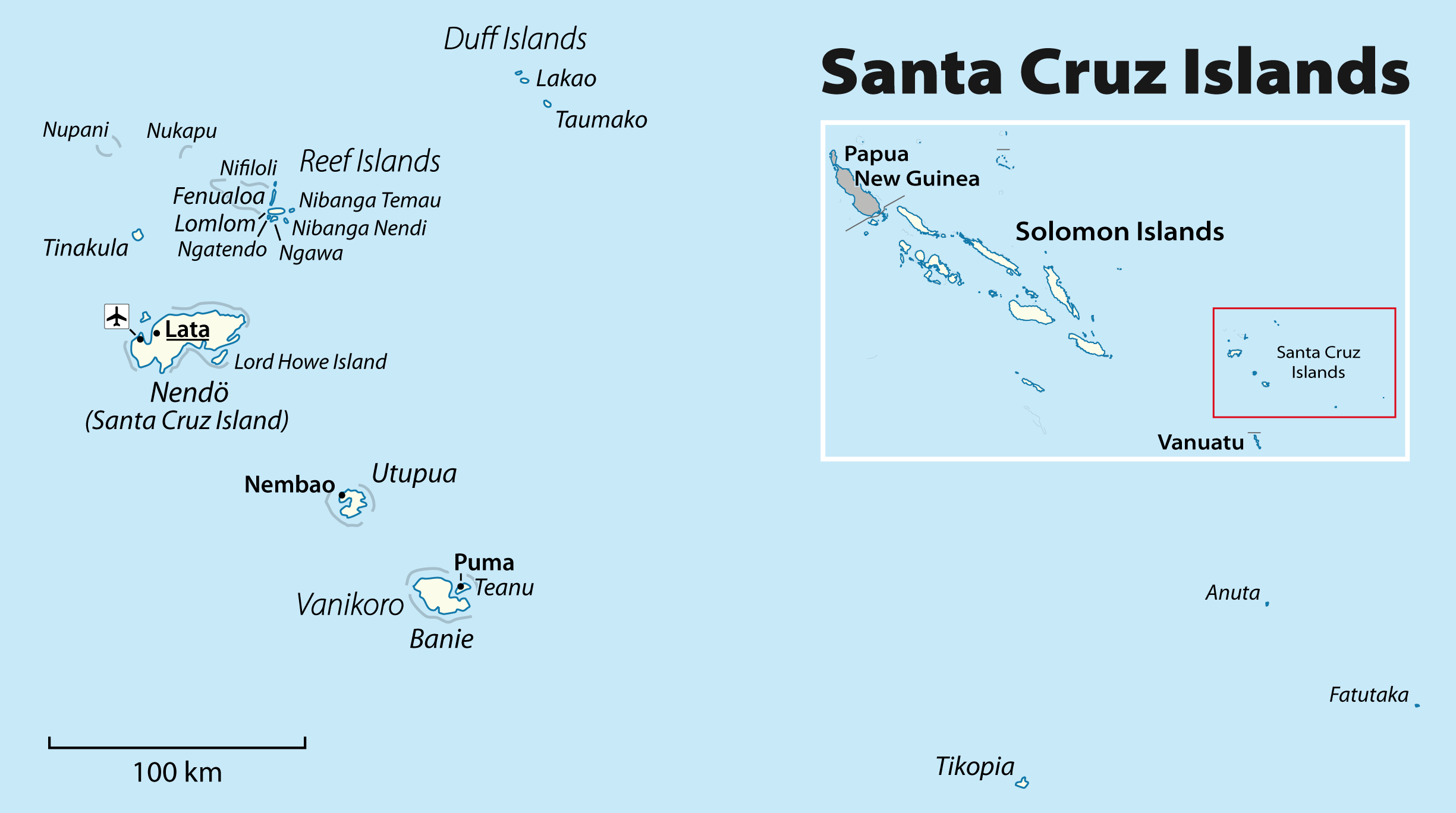
地図左中あたりの大きい島がネンドー島。

ネンドー島 (ネンドーとう、Nendo Island) は、南太平洋南西部に位置するサンタクルーズ諸島で一番大きい島。
ヌデニ島、エンデニNdeni島、サンタ・クルーズ島等のよび方がある。
面積519km2で、最高地点の標高は海抜517m。
中心都市はラタで、ソロモン諸島テモツ州の行政府が置かれている。空港や、優れた避難港グラシオサGraciosa港を有する。
2013年2月6日、付近の海域でマグニチュード8.0のソロモン諸島沖地震が発生、沿岸部では最大20か村が津波に襲われ、住宅を流された被災者は6000人に上るとみられている。。